# Гестапо
Гестапо (на немски: Gestapo) е съкращение от Гехайме Щаатсполицай (Geheime Staatspolizei – „тайна държавна полиция“).
Това е името на официалната тайна полиция в Нацистка Германия. По времето на Трети райх Гестапо изпълнява функциите на криминална и политическа полицейска служба на Германия, част от СС. Управлява се от Reichssicherheitshauptamt – Главно управление за сигурност на Райха, и е подотдел на Зихерхайтсполицай, Полиция за сигурност. Във функциите на Гестапо влизат както обичайните за такава служба задачи по разследването на тежки криминални престъпления, така и борбата с идеологическите врагове на Националсоциалистическата германска работническа партия като комунисти, анархисти, поддръжниците на либералната демокрация, нежелани за режима на Третия райх елементи като евреи, цигани, „непълноценни“ германци (граждани с физически затруднения), хомосексуални и т.н., контраразузнаване. Гестапо има пълни правомощия да действа спрямо цивилното население, дори неограничени от контрол от страна на съдебната власт. Правомощията на тайната полиция са ограничени единствено по отношение на представители на Партията и СС, като те са поети от директно от Sicherheitsdienst – Служба за сигурност, контраразузнавателната служба на СС, която разполага и с пълен контрол върху работата на Гестапо. Поради пълния контрол върху полицейските служби на Третия райх от страна на СС, офицерите на тази организация имат два чина – един военен (като офицери от Вафен-СС) и един полицейски, които се назовават последователно, заедно с името на титуляра. Например началникът на Ordnungspolizei (охранителната полиция или полицията за обществен ред на Третия райх): Оберст-групенфюрер и Генерал-полковник от полицията Курт Далюге.

## История
Гестапо е създадено на 26 април 1933 г. Редиците му са запълнени от професионалисти от полицейските служби. Ролята на тази организация като политическа полицейска сила се утвърждава от Херман Гьоринг скоро след като Адолф Хитлер идва на власт през януари 1933. Рудолф Дилс е първият началник на Гестапо, първоначално наричан „Отдел 1А на Пруската държавна полиция“.
Функциите на Гестапо се изразяват в разследването и борбата с „всички опасни за Държавата тенденции“. То има пълната власт да разследва за извършване на предателство, шпионаж и саботаж, както и престъпни удари срещу Нацистката партия и Германия.
Законът е променен по такъв начин, който да осигури легитимното функциониране на организацията. Нацисткият юрист д-р Вернер Бест констатира: „Ако Гестапо… изпълнява волята на ръководството, то действа законно.“ Гестапо е освободено от отговорност пред изпълнителни съдилища, където гражданите обикновено могат да потърсят съдебна отговорност от държавата, за да изпълнява законите.
Властта на Гестапо, която е най-отворена към злоупотреба, е Шуцхафт, или „защитно задържане“ – евфемизъм за властта за вкарване на хора в затвор без съдебна процедура, главно в концлагери. Човекът, който е вкаран в затвора, обикновено е принуждаван насилствено да подпише документ, че желае да бъде затворен.

### Нарастваща власт под СС
През 1934 г. Гьоринг, под натиска на Хайнрих Химлер, се съгласява СС да поеме ръководството на Гестапо.
Законите от 1936 г. дават на Гестапо картбланш да оперират без съдебен надзор. Друг закон от същата година обявява Гестапо за отговорно за изграждането и управлението на концентрационните лагери. Също така през 1934 г. Райнхард Хейдрих оглавява Гестапо, а Хайнрих Мюлер — началник на операциите. Адолф Айхман е пряк подчинен на Мюлер и от 1939 г. началник на секция B4, която се занимава с евреите.
По време на Втората световна война Гестапо нараства на 45 000 члена. То помага за контрола над завладените части от Европа и за разпознаването на евреи, социалисти, хомосексуалисти и други, които биват депортирани и екстерминирани; днес този процес е известен като Холокост.
На Нюрнбергския процес цялата организация е подведена под съдебна отговорност и обвинена за престъпления срещу човечеството.

### Задържане на Хитлер на власт
През февруари и март 1942 г. назряват студентски протести, които призовават за край на нацисткия режим. Въпреки значителната обществена подкрепа за свалянето на Хитлер, „революционерите“ приключват своята дейност заради страха от репресии от страна на Гестапо. Всъщност репресиите не се получават в резултат на протестите. Страхувайки се от сваляне от властта отвътре, силите на Химлер и Гестапо са хвърлени върху опозицията. През първите пет месеца на 1943 г. хиляди хора са арестувани и екзекутирани – невиждана дотогова от германския народ бруталност. Студентските водачи са екзекутирани в края на февруари, а кръгът „Остер“, главната опозиционна организация, е унищожена през април 1943 г.
Германската опозиция е в незавидно положение към края на пролетта и началото на лятото, 1943 г. От една страна, за тях е почти невъзможно да свалят Хитлер от власт. От друга, поради Съюзническото настояване за безусловно предаване, а следователно и липса на възможност за постигане на споразумение, изглежда няма алтернатива освен продължаването на военната борба.

### Опозиция отвътре
Въпреки страха от Гестапо някои германци говорят открито и показват признаци на протести през лятото на 1943 г. Въпреки масовите арести и екзекуции през пролетта опозицията все още крои планове. Някои германци са убедени, че е техен дълг да използват всички възможни средства, за да прекратят войната.
Падането на Бенито Мусолини дава на опозицията надежди за постигането на същите резултати в Германия и това изглежда е удобен момент Хитлер и неговият нацистки режим да бъдат ликвидирани. Но това не се случва по ред причини и най-вече поради страха от Химлер и Гестапо. През юни-август силите на Химлер продължават да действат енергично срещу опозицията, като на практика организираната опозиция става невъзможна. Арестите и екзекуциите зачестяват. Масовият терор става част от начина на живот. От друга страна, опитите за договори със западните Съюзници не се увенчават с успех.
Това се дължи отчасти на инцидента във Венло от 1939 г., когато агенти на Гестапо, преоблечени като антинацисти, отвличат в Нидерландия 2 офицери от британската тайна разузнавателна служба, примамени да обсъдят мирни договорености. Това кара Уинстън Чърчил да забрани контактите с немската опозиция. Освен това британците и американците не искат да се занимават с антинацисти, тъй като се опасяват, че руснаците ще помислят, че се договарят зад гърба им.

### Нюрнбергски процеси
Съюзниците създават Международен военен трибунал между 14 ноември 1945 г. и 1 октомври 1946 г., където водят съдебни процеси срещу 24 главни нацистки военнопрестъпници и шест групи. Те са дадени под съд за престъпления срещу мира, за военни престъпления и за престъпления срещу човечеството.

## Видни фигури

### Агенти и офицери
- Клаус Барби
- Рудолф Дилс
- Адолф Айхман
- Герхард Флеш
- Ханс Бернд Гизевиус
- Херберт Каплер
- Хайнрих Химлер
- Хенри Оливър Ринан
- Валтер Шеленберг
- Карл Еберхард Шонгарт
- Франц Стангъл
- Макс Вилен
- Херман Гьоринг
- Райнхард Хайдрих
- Ернст Калтенбрунер

### Убити от Гестапо
- Марк Блок, френски историк
- Дитрих Бонхьофер, немски теолог
- Вилхелм Канарис, началник на Абвер
- Констан Шевилон, окултист
- Шарл Делестрен, френски член на съпротивата
- Карл Фридрих Гьорделер, немски политик
- Станислав Сакс, полски математик
- Юлиуш Шаудер, полски математик
- Бартел Шинк, член на Пиратите на еделвайса
- Ернст Телман, немски комунистически водач
- Зджислав Зембжуски, полски член на съпротивата в България